# 1991 CX5
1991 CX5 är en asteroid i huvudbältet som upptäcktes den 4 februari 1991 av de båda japanska astronomerna Seiji Ueda och Hiroshi Kaneda i Kushiro.
Asteroiden har en diameter på ungefär 15 kilometer.